# Bledius bicornis
Bledius bicornis är en skalbaggsart som först beskrevs av Ernst Friedrich Germar 1823.  Bledius bicornis ingår i släktet Bledius, och familjen kortvingar. Arten har ej påträffats i Sverige.